# Ивлиев, Константин Алексеевич
Константин Алексеевич Ивлиев (род. 7 августа 2000 года в Москве) — российский шорт-трекист, серебряный призёр зимних Олимпийских игр 2022 года на дистанции 500 метров.

## Карьера
Константин Ивлиев родился в семье прославленных шорт-трекистов: отец Алексей Ивлиев, ранее представлявший Россию на нескольких чемпионатах мира и на заре тренерской карьеры на пару с Андреем Минцевым стоял у руля национальной сборной. А его мать — Елизавета Ивлиева — была в составе чемпионской команды Европы в женской эстафете в 2004 и 2006 годах. Впервые на лед Костя вышел в довольно раннем возрасте, а в 5 лет уже уверенно держался на коньках.
Он начал кататься в одной из сильнейших спортивных школ Москвы «Воробьевы горы», где его родители работали тренерами. Впервые дебютировал на международной арене на зимнем Европейском юношеском Олимпийском фестивале в 2017 году, где стал победителем в смешанной эстафете и серебряным призёром на дистанции 1500 м. На первенстве России среди юниоров в том же году выиграл серебро на дистанции 500 м и бронзу в эстафете.
В 2018 году стал серебряным призёром юниорского чемпионата мира в Томашув-Мазовецком, в эстафете. Константин дебютировал на взрослом чемпионате России и в составе эстафетной команды выиграл золотую медаль. В январе 2019 года на чемпионате Европы в Дордрехте занял с командой 3-е место в эстафете.
На юниорском чемпионате в Монреале поднялся на 3-е место в эстафете, а в марте стал серебряным призёром зимней Универсиады в Красноярске в эстафете и бронзовым призёром в индивидуальной гонке на дистанции 500 метров. В 2020 году на юниорском чемпионате в Бормио вновь с командой занял 2-е место в эстафете.
В 2021 году выиграл золотую медаль на дистанции 500 метров и бронзовую в эстафете на чемпионате Европы в Гданьске, а в многоборье занял 6-е место. В марте участвовал на чемпионате мира в Дордрехте, но занял лишь 12-е место в личном многоборье. В ноябре 2021 года на этапе Кубка мира в Венгрии Ивлиев завоевал золото в финале «В» на дистанции 500 метров, а в декабре, в Нидерландах стал 3-м на аналогичной дистанции.
В январе 2022 года Константин попал в список спортсменов, которые в составе российской сборной отправились на главные соревнования четырёхлетия — Олимпиаду в Пекине.

## Награды
- Медаль ордена «За заслуги перед Отечеством» I степени (25 февраля 2022 года) — за высокие спортивные достижения, волю к победе, стойкость и целеустремлённость, проявленные на XXIIV Олимпийских зимних играх 2022 года в городе Пекине (Китайская Народная Республика)[1]